# سن-دومینیک، کبک
سن-دومینیک (به فرانسوی: Saint-Dominique) شهری در منطقه شهری له ماسکوتن ناحیه مونترژی در استان کبک کانادا است. در سرشماری سال ۲۰۱۱ این شهر ۲٬۳۰۸ نفر جمعیت داشته‌است و مساحت آن ۷۰٫۱۶ کیلومتر مربع است.